# Arquitectura Intel Itanium

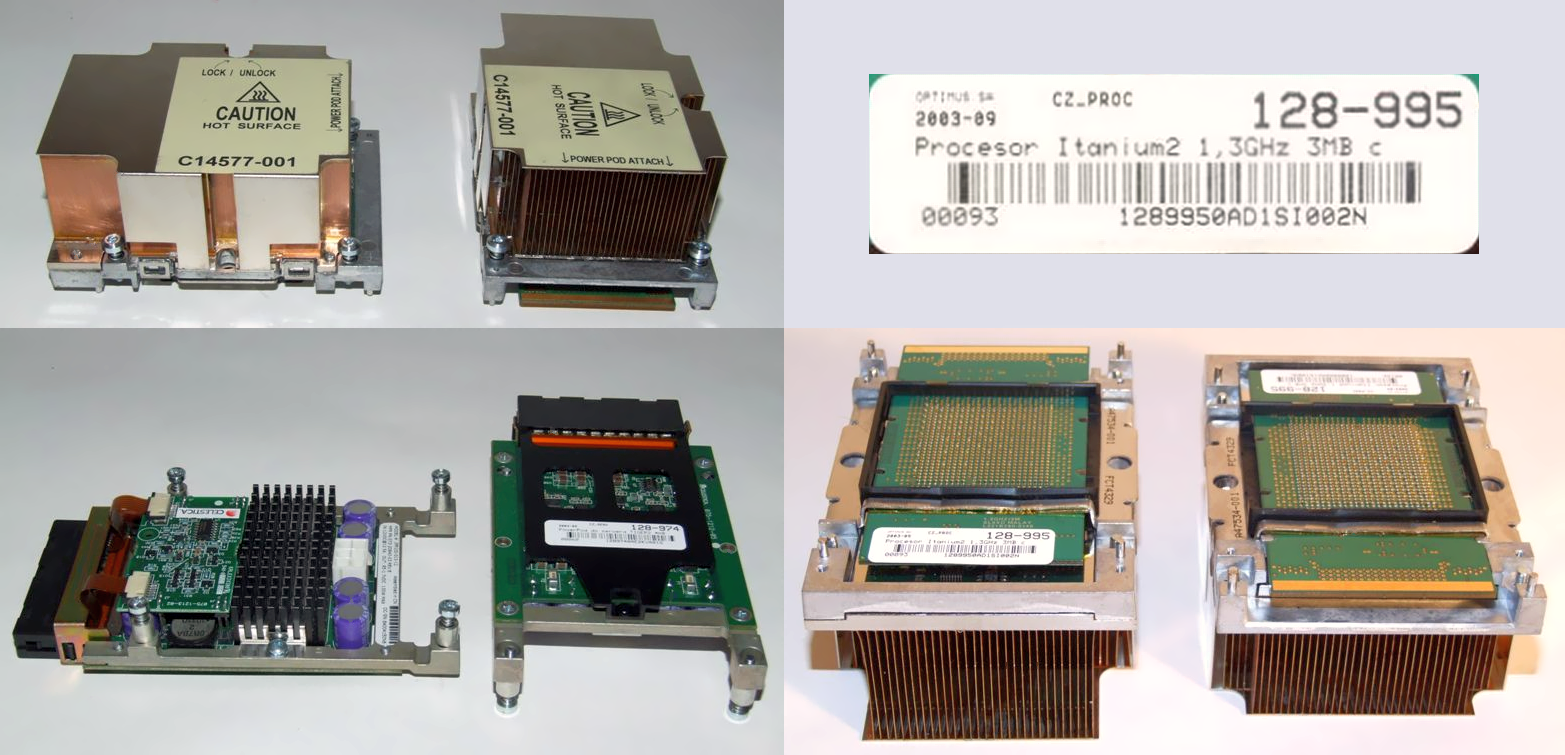
Procesador Intel Itanium 2 de 1.3 GHz y 3 MB de caché

Intel Itanium, antes conocida como IA-64 (Intel Architecture-64), es una arquitectura de 64 bits desarrollada por Intel en cooperación con Hewlett-Packard para su línea de procesadores Itanium e Itanium 2. Usa direcciones de memoria de 64 bits y está basada en el modelo EPIC (Explicitly Parallel Instruction Computing, procesamiento de instrucciones explícitamente en paralelo). 
Los procesadores Intel Itanium 2 representan un complejo diseño con más de 1700 millones de transistores, lo que les permite ofrecer muy altas capacidades de virtualización, mejoramiento de confiabilidad y niveles de rendimiento.
La serie de procesadores Intel Itanium 2 ofrece al usuario final una amplia gama de opciones de software con más de 8000 aplicaciones en producción.
Los servidores y sistemas de cómputo de alto desempeño basados en el procesador Itanium ofrecían soporte de misión crítica para Windows, Linux, Unix y otros sistemas. Microsoft Windows ha abandonado su soporte desde Windows Server 2008 R2 y Windows XP 64-Bit Edition (no confundir con Professional x64 Edition), al igual que Linux en el Kernel 6.7 y FreeBSD en su versión 11.
Intel decidió anunciar su discontinuación en 2019. Se pudieron encargar tandas hasta enero de 2020, y se enviaron las últimas jamás producidas en julio de 2021.